# Sneek
Sneek ( nizozemska izgovorjava: [sneːk] (); zahodnofrizijsko Snits) je mesto jugozahodno od Leeuwardna in sedež nekdanje občine Sneek v provinci Frizija na Nizozemskem. Od leta 2011 je sedež občine Súdwest-Fryslân (Jugozahodna Frizija). Mesto je imelo januarja 2017 približno 33.855 prebivalcev.
Sneek se nahaja v jugozahodni Friziji, v bližini Sneekermeer in je dobro znan po svojih kanalih, Vodna vrata (watergate simbol mesta) in vodni športi (gostovanje letnega Sneektedna, največji jadralni dogodek na celinskih evropskih plovnih poteh). Sneek je eden izmed Friese elf steden ("Enajst mest Frizije"). Mesto je zelo pomembno v jugozahodnem delu Frizije (imenovano Zuidvesthoek ali Jugozahodni Vogal).

## Zgodovina
Sneek je bil ustanovljen v 10. stoletju kot Čud na peščenem polotoku na križišču nasipa s pomembno vodno potjo (v starih dokumentih imenovano Magna Fossa). Ta vodna pot je bila izkopana, ko se je nekdanji Middelzee zamuljil. Nasip je še vedno mogoče zaslediti v trenutnem vzorcu ulic in imenih ulic, kot so Hemdijk, Oude Dijk in Oosterdijk.
Sneek je dobil več mestnih pravic v 13. stoletju, ki so postale uradne leta 1456. Sneek je nato postal eno od enajstih frizijskih mest. To je bil tudi začetek obdobja cvetoče trgovine za mesto, ki je trajalo približno do leta 1550. Leta 1492 se je začela gradnja jarka in obzidja okoli mesta. V tistih dneh je bil Sneek edino obzidano mesto v Friziji. Waterpoort in Bolwerk sta ohranjena še danes.
Pred letom 2011 je bilo mesto samostojna občina.

### Jezik
Sneek ima svoje narečje (imenovano Snekers ), ki sega v nizozemski jezik pred letom 1600. Snekers je del narečij Stadsfries.

## Trgovina in industrija
Trgovina z oblačili C&amp;A se je začela leta 1841 s trgovino v Sneeku. Candyfactory Leaf proizvaja Peppermint pod imenom KING pa tudi žvečilne gumije (Sportlife) in razne druge sladkarije. Ime "KING" nima nobene zveze z angleško besedo "king"; pomeni Kwaliteit in niets geëvenaard ("Kakovost nič enaka"). Sneek ima tudi tovarne jekla, strojev in vrvi. Od leta 1964 obstaja tovarna Yoshida YKK iz Kurobeja . Poleg tega so podružnica supermarketa Poiesz, blagovna znamka oblačil Gaastra in frizijski gin, imenovan beerenburg iz Weduwe Joustra, izdelki, ki imajo svoje korenine v Sneeku.

## Pomembni ljudje
- Rienck Bockema (ok. 1350-1436)
- Pier Gerlofs Donia, (ok. 1480 - 1529), frizijski borec za svobodo, upornik in pirat 'Grutte Pier'
- Murk van Phelsum (1730–1799), zdravnik
- Nicolaas Molenaar (1850–1930), arhitekt
- Jakob van Schevichaven (1866–1935), detektivski pisatelj
- Geert Aeilco Wumkes (1869–1954), teolog in zgodovinar
- Willem de Sitter (1872–1934), matematik, fizik in astronom
- Pieter Sjoerds Gerbrandy (1885–1961), politik
- Frits Wissel (1907–1999), pilot, odkritelj Wisselskih jezer na Novi Gvineji.
- Klaas Dijkstra (1895 - 1969), zagovornik psevdoznanosti ( Ploščata Zemlja )
- Kees Deenik (1915–1993), pevec, TV producent
- Dieuwkje Nauta (1930–2008), učitelj, politik
- Bart Tromp (1944–2007), sociolog
- Joke Tjalsma (1957), igralka
- Toon Gerbrands (1957), trener in menedžer
- Pauline Krikke (1961), političarka
- Manon Thomas (1963), televizijska voditeljica
- Jan Posthuma (1963), mednarodni odbojkar
- Ronald Zoodsma (1966), mednarodni odbojkar
- Monique Sluyter (1967), model in televizijska zvezda
- Olof van der Meulen (1968), odbojkar
- Sherida Spitse (1990), nogometašica
- Wiebe Nijenhuis (umrl 2016), najmočnejši mož Frizije 1982-1984
- Ida Hoekema Ietje Hinje (1967), Turist & Venidera v Bergondu (Galiza)
- Nyck De Vries (1995), dirkač

V letih 1519–1520 je v Sneeku svoje zadnje dni preživel frizijski vojskovodja in borec za svobodo Pier Gerlofs Donia . Donia je umrl mirno v postelji pri Grootzand (Sneek) 12  18. oktobra 1520. Pier je pokopan v Sneeku v Groote Kerk iz 15. stoletja (imenovan tudi Martinikerk).  Njegov grob se nahaja na severni strani cerkve. 
To očarljivo mestece ima nakupovalno središče, ki je prijazno sprehajalcem in kolesarjem. Obstajajo trgovine z vrhunskimi oblačili, restavracije, bari, glasbene trgovine, kavarne, kavarne in staromodna slaščičarna.